# Jules Vinçard
Louis Edme Jean Baptiste Vinçard, dit Vinçard aîné ou Jules Vinçard, né le 12 thermidor an IV (30 juillet 1796) à Paris, section de la Cité, mort le 12 novembre 1882 à Saint-Maur-des-Fossés, est un artisan fabricant de mesures linéaires, chansonnier, goguettier, adepte et propagandiste du Saint-simonisme. Il fut animateur du journal La Ruche populaire. Il a vécu à Saint-Maur-des-Fossés (Seine).
Il est l'oncle de l'écrivain et journaliste Pierre Vinçard, avec lequel il est quelquefois confondu.

## Biographie
Jules Vinçard fut un très actif propagandiste du Saint-simonisme.
Il fut également un très actif goguettier et participa notamment aux activités des goguettes de la Lice chansonnière, l'Enfer et le Lycée.

## Source
- Jules Vinçard Mémoires épisodiques d'un vieux chansonnier saint-simonien E. Dentu éditeur, Paris 1878.